# Quentin Richardson
Pour les articles homonymes, voir Quentin et Richardson.
Quentin L. Richardson, né le 13 avril 1980 à Chicago dans l'Illinois (États-Unis), est un joueur américain de basket-ball évoluant au poste d'ailier.

## Biographie

### Carrière universitaire
Entre 1998 et 2000, il joue pour les Blue Demons à la DePaul University.

### Carrière professionnelle

#### Clippers de Los Angeles (2000-2004)
Le 28 juin 2000, Richardson est drafté par l’équipe des Clippers de Los Angeles dans laquelle il passe quatre saisons.

#### Suns de Phoenix (2004-2005)
Le 14 juillet 2004, il signe chez les Suns de Phoenix.

#### Knicks de New York (2005-2009)
Le 28 juin 2005, il est échangé avec les droits de draft sur Nate Robinson contre Kurt Thomas et les droits de draft sur Dijon Thompson aux Knicks de New York.

#### Heat de Miami (2009-2010)
Lors de l'été 2009, il fait l'objet de 4 transferts consécutifs. Tout d'abord, le 25 juin 2009, il quitte New York pour rejoindre les Grizzlies de Memphis en échange de Darko Miličić. Trois semaines plus tard, le 17 juillet 2009, il est transféré aux Clippers de Los Angeles, l'équipe de ses débuts en NBA, en échange de Zach Randolph. Trois jours plus tard, il est engagé par les Timberwolves du Minnesota en échange de Sebastian Telfair, Mark Madsen et Craig Smith. Enfin, le 13 août 2009, il rejoint le Heat de Miami lors d'un échange avec Mark Blount.

#### Magic d'Orlando (2010-2012)
Le 9 juillet 2010, il rejoint l'autre franchise floridienne du Magic d'Orlando.
Le 27 octobre 2012, le Magic se sépare de Richardson.

#### Knicks de New York (2013)
Le 16 avril 2013, Quentin Richardson rejoint les Knicks de New York.
Le 10 juillet 2013, il est transféré, avec Marcus Camby, Steve Novak, un second tour de draft 2014, un premier tour de draft 2016 et un second tour de draft 2017 aux Raptors de Toronto contre Andrea Bargnani.
Le 30 août 2013, les Raptors libèrent Richardson.
Le 7 août 2014, Richardson annonce qu'il met un terme à sa carrière professionnelle.

## Palmarès

### Récompenses individuelles
- Vainqueur du concours de tirs à 3 points du NBA All-Star Week-end 2005.
- Joueur de l’année et révélation de l’année de la Conference USA lors de la saison 1998-1999.
- 1998 : Nommé joueur de l’année par USA Today.

## Statistiques

### Saison régulière
Légende :
gras = ses meilleures performances
| Saison     | Équipe        | Matchs | Titul. | Min./m | % Tir | % 3pts | % LF  | Rbds/m. | Pass/m. | Int/m. | Ctr/m. | Pts/m. |
| ---------- | ------------- | ------ | ------ | ------ | ----- | ------ | ----- | ------- | ------- | ------ | ------ | ------ |
| 2000-2001  | L.A. Clippers | 76     | 28     | 17,9   | 44,2  | 33,1   | 62,7  | 3,38    | 0,82    | 0,55   | 0,09   | 8,07   |
| 2001-2002  | L.A. Clippers | 81     | 0      | 26,6   | 43,2  | 38,1   | 76,5  | 4,12    | 1,58    | 0,96   | 0,26   | 13,28  |
| 2002-2003  | L.A. Clippers | 59     | 14     | 23,2   | 37,2  | 30,8   | 68,5  | 4,76    | 0,88    | 0,59   | 0,17   | 9,36   |
| 2003-2004  | L.A. Clippers | 65     | 64     | 36,0   | 39,8  | 35,2   | 74,0  | 6,37    | 2,14    | 1,03   | 0,29   | 17,25  |
| 2004-2005  | Phoenix       | 79     | 78     | 35,9   | 38,9  | 35,8   | 73,9  | 6,06    | 2,00    | 1,22   | 0,34   | 14,89  |
| 2005-2006  | New York      | 55     | 43     | 26,2   | 35,5  | 34,0   | 67,0  | 4,18    | 1,60    | 0,71   | 0,11   | 8,20   |
| 2006-2007  | New York      | 49     | 47     | 33,1   | 41,8  | 37,6   | 69,2  | 7,18    | 2,20    | 0,73   | 0,14   | 12,98  |
| 2007-2008  | New York      | 65     | 65     | 28,3   | 35,9  | 32,2   | 68,2  | 4,85    | 1,78    | 0,68   | 0,23   | 8,11   |
| 2008-2009  | New York      | 72     | 51     | 26,3   | 39,3  | 36,5   | 76,1  | 4,43    | 1,62    | 0,65   | 0,10   | 10,18  |
| 2009-2010  | Miami         | 76     | 75     | 27,4   | 43,1  | 39,7   | 73,2  | 4,92    | 1,22    | 0,92   | 0,24   | 8,92   |
| 2010-2011  | Orlando       | 57     | 19     | 16,8   | 34,1  | 28,8   | 75,0  | 3,12    | 0,67    | 0,44   | 0,09   | 4,37   |
| 2011-2012* | Orlando       | 48     | 3      | 18,0   | 37,6  | 34,7   | 83,3  | 2,56    | 0,79    | 0,58   | 0,12   | 4,48   |
| 2012-2013  | New York      | 1      | 0      | 28,9   | 9,1   | 25,0   | 100,0 | 10,00   | 1,00    | 0,00   | 0,00   | 5,00   |
| Carrière   | Carrière      | 783    | 487    | 26,5   | 39,7  | 35,5   | 71,8  | 4,68    | 1,45    | 0,78   | 0,19   | 10,26  |

Note : * Cette saison a été réduite de 82 à 66 matchs.

### Playoffs
| Saison   | Équipe   | Matchs | Titul. | Min./m | % Tir | % 3pts | % LF  | Rbds/m. | Pass/m. | Int/m. | Ctr/m. | Pts/m. |
| -------- | -------- | ------ | ------ | ------ | ----- | ------ | ----- | ------- | ------- | ------ | ------ | ------ |
| 2005     | Phoenix  | 15     | 15     | 37,6   | 40,3  | 39,0   | 63,9  | 5,13    | 1,67    | 1,27   | 0,20   | 11,93  |
| 2010     | Miami    | 5      | 5      | 29,7   | 40,0  | 40,9   | 80,0  | 3,80    | 1,60    | 1,60   | 0,20   | 9,80   |
| 2011     | Orlando  | 6      | 1      | 16,4   | 53,3  | 0,0    | 100,0 | 2,50    | 0,33    | 0,17   | 0,17   | 3,83   |
| 2012     | Orlando  | 5      | 0      | 14,8   | 33,3  | 28,6   | 0,0   | 4,40    | 0,40    | 0,20   | 0,00   | 2,40   |
| 2013     | New York | 5      | 0      | 2,9    | 33,3  | 40,0   | 0,0   | 0,60    | 0,00    | 0,00   | 0,00   | 1,20   |
| Carrière | Carrière | 36     | 21     | 25,0   | 40,4  | 39,7   | 67,4  | 3,78    | 1,03    | 0,81   | 0,14   | 7,47   |

## Records sur une rencontre en NBA
Les records personnels de Quentin Richardson en NBA sont les suivants, :
| Record de la franchise |

| Type de statistique        | Saison régulière | Saison régulière                 | Saison régulière  | Playoffs | Playoffs               | Playoffs      |
| Type de statistique        | Record           | Adversaire                       | Date              | Record   | Adversaire             | Date          |
| -------------------------- | ---------------- | -------------------------------- | ----------------- | -------- | ---------------------- | ------------- |
| Points                     | 44               | Nuggets de Denver                | 31 décembre 2003  | 22       | Grizzlies de Memphis   | 24 avril 2005 |
| Paniers marqués            | 17               | Nuggets de Denver                | 31 décembre 2003  | 7        | 3 fois                 | 3 fois        |
| Paniers tentés             | 30               | Nuggets de Denver                | 31 décembre 2003  | 20       | Grizzlies de Memphis   | 24 avril 2005 |
| Paniers à 3 points réussis | 9                | @ Hornets de La Nouvelle-Orléans | 29 décembre 2004  | 4        | 4 fois                 | 4 fois        |
| Paniers à 3 points tentés  | 17               | @ Timberwolves du Minnesota      | 4 janvier 2005    | 11       | Grizzlies de Memphis   | 24 avril 2005 |
| Lancers francs réussis     | 9                | @ Magic d'Orlando                | 21 mars 2009      | 4        | 2 fois                 | 2 fois        |
| Lancers francs tentés      | 11               | @ Heat de Miami                  | 20 février 2002   | 6        | @ Grizzlies de Memphis | 1er mai 2005  |
| Rebonds offensifs          | 8                | 3 fois                           | 3 fois            | 5        | Mavericks de Dallas    | 18 mai 2005   |
| Rebonds défensifs          | 14               | Raptors de Toronto               | 2 décembre 2006   | 10       | 2 fois                 | 2 fois        |
| Rebonds totaux             | 16               | 2 fois                           | 2 fois            | 13       | @ Mavericks de Dallas  | 20 mai 2005   |
| Passes décisives           | 9                | @ Suns de Phoenix                | 13 avril 2004     | 4        | Mavericks de Dallas    | 9 mai 2005    |
| Interceptions              | 4                | 8 fois                           | 8 fois            | 4        | @ Mavericks de Dallas  | 13 mai 2005   |
| Contres                    | 2                | 18 fois                          | 18 fois           | 1        | 5 fois                 | 5 fois        |
| Balles perdues             | 7                | @ Suns de Phoenix                | 13 avril 2004     | 4        | Spurs de San Antonio   | 24 mai 2005   |
| Minutes jouées             | 56               | @ Grizzlies de Memphis           | 1er novembre 2006 | 52       | @ Mavericks de Dallas  | 20 mai 2005   |

- Double-double : 43 (dont 1 en playoffs)
- Triple-double : 0

## Vie familiale
En 1992, la mère de Richardson décède d’un cancer du sein. La même année, son frère Bernard est tué par balles à Chicago.
Un autre de ses frères, Lee Jr., est également tué en 2005. En mémoire des membres disparus de sa famille, Richardson s’est fait faire un tatouage qui dit "This period in my life gives me the strength to succeed.".